# Hemigymnus melapterus
Hemigymnus melapterus är en fiskart som först beskrevs av Bloch, 1791.  Hemigymnus melapterus ingår i släktet Hemigymnus och familjen läppfiskar. IUCN kategoriserar arten globalt som livskraftig. Inga underarter finns listade i Catalogue of Life.